# Bisdom Beaumont

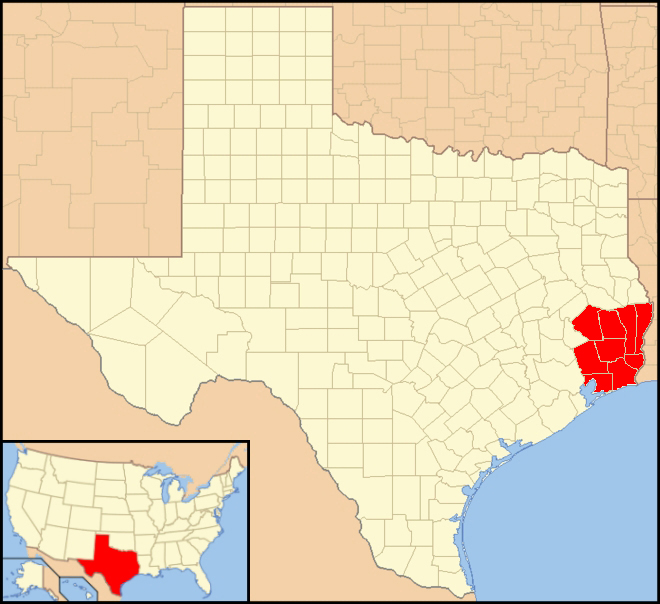
Het bisdom Beaumont (rood) binnen de staat Texas

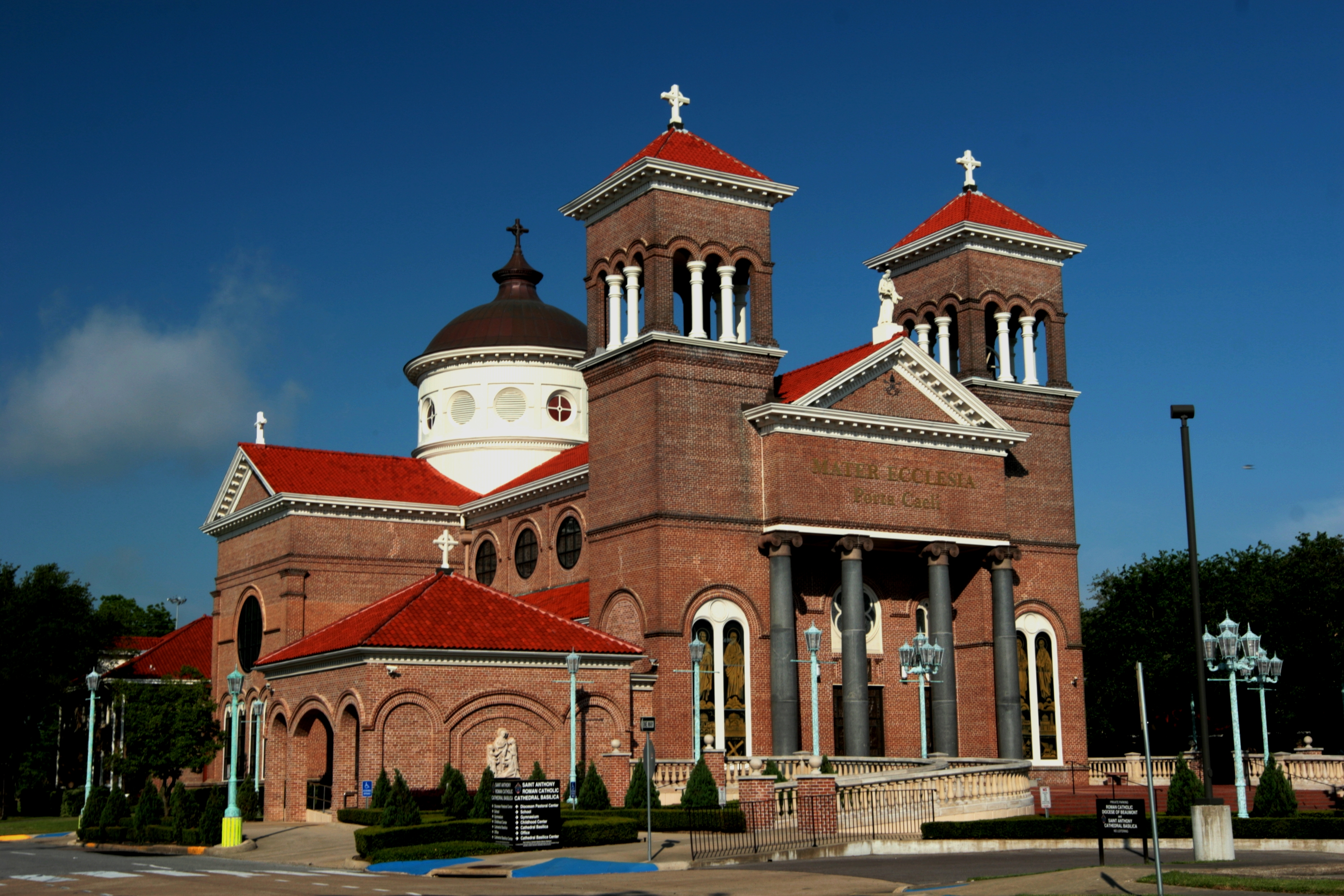
De Sint-Antoniuskathedraal van Beaumont werd in 2006 verheven tot Basilica minor

Het bisdom Beaumont (Latijn: Dioecesis Bellomontensis) is een rooms-katholiek bisdom met als zetel Beaumont in Texas. Het is een suffragaan bisdom van het aartsbisdom Galveston-Houston. Het bisdom werd opgericht in 1966, tot 2004 was het suffragaan aan het aartsbisdom San Antonio.
In 2018 telde het bisdom 44 parochies en 7 missieposten. Het bisdom heeft een oppervlakte van 20.389 km2 en bestaat uit de county's Chambers, Hardin, Jasper, Jefferson, Liberty, Newton, Orange, Polk en Tyler. Het bisdom telde in 2018 636.455 inwoners waarvan 11,5% rooms-katholiek was. 

## Geschiedenis
Het bisdom werd opgericht in 1966 uit het toenmalige bisdom Galveston en telde toen 48 parochies of missieposten in meer dan 13 county's in het zuidoosten van Texas. Vanaf 1975 vestigden zich met hulp van het bisdom meer dan 2.000 Vietnamese vluchtelingen. In 1986 werden de county's Angelina, Cherokee, Nacogdoches, Sabine, San Augustine en Shelby overgedragen aan het toen opgericht bisdom Tyler, en in 1989 kwamen de county's Chambers en Liberty bij het bisdom Beaumont. In 2000 werd de missionaris van Steyl Curtis John Guillory de eerste zwarte bisschop in Texas.

## Bisschoppen
- Vincent Madeley Harris (1966-1971)
- Warren Louis Boudreaux (1971-1977)
- Bernard James Ganter (1977-1993)
- Joseph Anthony Galante (1994-1999)
- Curtis John Guillory, S.V.D. (2000-2020)
- David Leon Toups (2020-)